# Arbetarnas kulturhistoriska sällskap
Arbetarnas kulturhistoriska sällskap, AKS, är en förening bildad 1926 med uppgift att "i samarbete med Arbetarrörelsens arkiv tillvarata arbetarrörelsens och arbetarklassens kulturhistoriska minnen".
Initiativtagarna till föreningen var fackligt förtroendevalda i LO och LO-förbunden, bland andra LO:s kassör Johan-Olov Johansson, tidningen Fackföreningsrörelsens redaktör Ragnar Casparsson och Typografförbundets ordförande Sigvard Cruse. De stod med som undertecknare av ett upprop som vände sig till organisationer och enskilda inom den fackliga och politiska arbetarrörelsen. Den förste och mångårige ordföranden i AKS kom att bli Sigfrid Hansson.